# Henry Butler
Pour les articles homonymes, voir Butler.
Henry Butler (né le 21 septembre 1948 à La Nouvelle-Orléans en Louisiane et mort le 2 juillet 2018  à New York) est un pianiste américain de jazz .

## Biographie

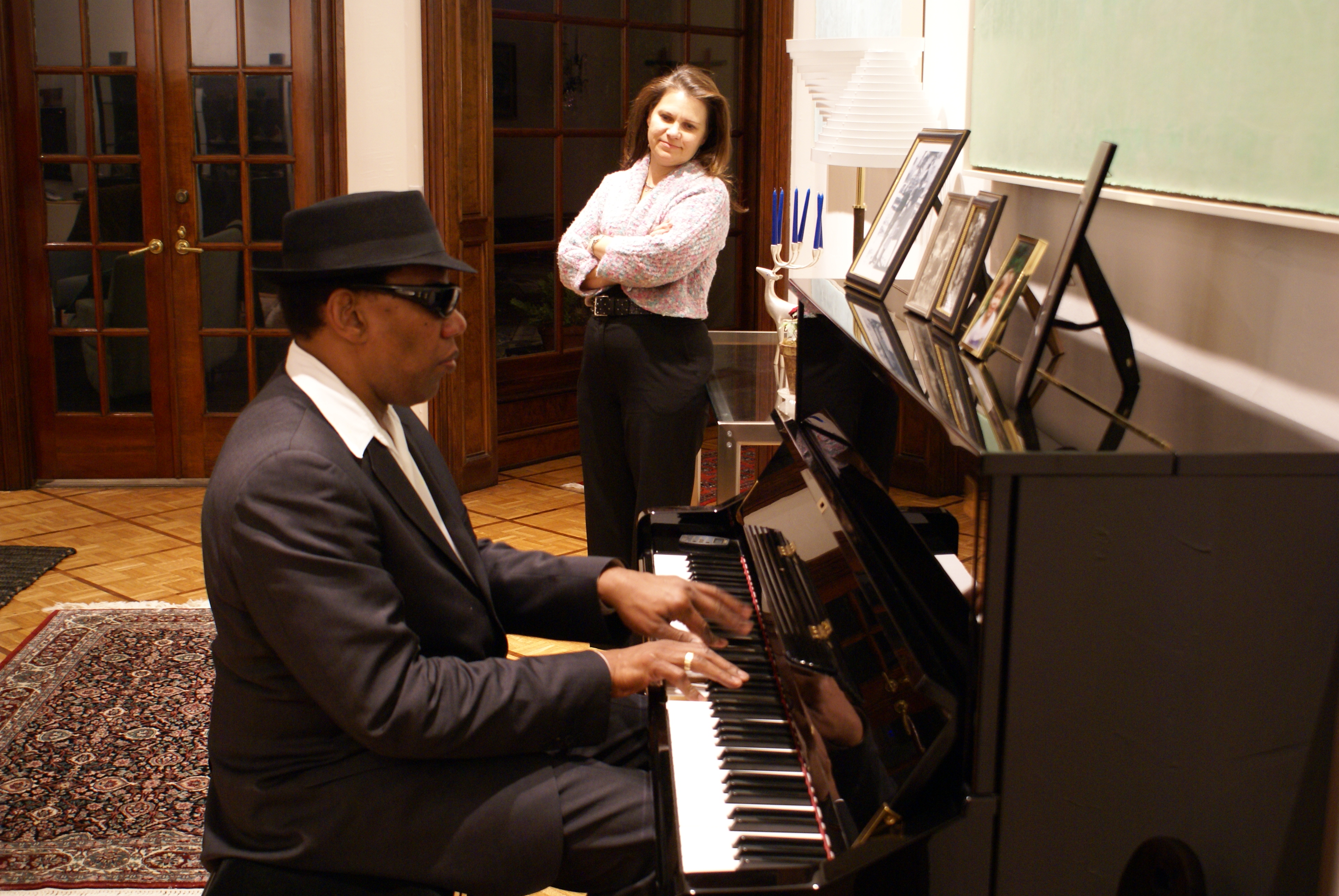
Henry Butler en 2007.

Henry Butler est considéré comme l'héritier de la lignée des grands pianistes de La Nouvelle-Orléans comme Professor Longhair, James Booker, Tuts Washington, et Jelly Roll Morton.
Après l'ouragan Katrina en 2005, il s'est installé à New York.
Il fait une apparition dans la série HBO Treme au cours de la saison 2. Il a également contribué à la bande sonore de la série de David Simon The Corner.
Il meurt le 2 juillet 2018 des suites d'un cancer.

## Discographie
- Fivin' Around (1986)
- The Village (1988)
- Orleans Inspiration (1990)
- Blues & More (1992)
- For All Seasons (1996)
- Blues After Sunset (1998)
- The Game Has Just Begun (2002)
- Homeland (2004)